# Лайон (округ, Невада)
Шаблон:StateAbbr_ 39°01′ пн. ш. 119°11′ зх. д. / 39.01° пн. ш. 119.19° зх. д.
Округ Лайон (англ. Lyon County) — округ (графство) у штаті Невада, США. Ідентифікатор округу 32019.

## Історія
Округ утворений 1861 року.

## Демографія
За даними перепису
2000 року
загальне населення округу становило 34501 осіб, зокрема міського населення було 16563, а сільського — 17938.
Серед мешканців округу чоловіків було 17467, а жінок — 17034. В окрузі було 13007 домогосподарств, 9449 родин, які мешкали в 14279 будинках.
Середній розмір родини становив 3,02.
Віковий розподіл населення поданий у таблиці:
| Стать    | До 15 років | 15-21 | 22-29 | 30-39 | 40-49 | 50-65 | 65-85 | Понад 85 |
| -------- | ----------- | ----- | ----- | ----- | ----- | ----- | ----- | -------- |
| Чоловіки | 3918        | 1714  | 1281  | 2453  | 2617  | 3095  | 2272  | 117      |
| Жінки    | 3708        | 1415  | 1323  | 2437  | 2723  | 3074  | 2157  | 197      |

## Суміжні округи
- Вошо — північ
- Черчилл — схід
- Мінерал — південний схід
- Моно, Каліфорнія — південний захід
- Дуглас — захід
- Карсон-Сіті — захід
- Сторі — північний захід

## Виноски
1. ↑  Geographic Names Information System
2. ↑  U.S. Decennial Census. United States Census Bureau. Архів оригіналу за 26 квітня 2015. Процитовано 20 грудня 2014.
3. ↑  Historical Census Browser. University of Virginia Library. Архів оригіналу за 11 серпня 2012. Процитовано 20 грудня 2014.
4. ↑  Population of Counties by Decennial Census: 1900 to 1990. United States Census Bureau. Архів оригіналу за 3 квітня 2015. Процитовано 20 грудня 2014.
5. ↑  Census 2000 PHC-T-4. Ranking Tables for Counties: 1990 and 2000 (PDF). United States Census Bureau. Архів оригіналу (PDF) за 18 грудня 2014. Процитовано 20 грудня 2014.
6. ↑  State & County QuickFacts. United States Census Bureau. Архів оригіналу за 6 червня 2011. Процитовано 23 вересня 2013.(англ.) Наведено за англійською вікіпедією.
7. ↑  American FactFinder. Бюро перепису населення США. Архів оригіналу за 20 березня 2010. Процитовано 31 січня 2008.

| США | Це незавершена стаття з географії США. Ви можете допомогти проєкту, виправивши або дописавши її. |